# Lollumervaart
De Lollumervaart (Fries en officieel: Lollumer Feart) is de vaart die de Achlumervaart en de Arumervaart verbindt met de Tzummervaart en de Lathumervaart. De Lollumervaart stroomt door Lollum, waar het logischerwijs haar naam aan ontleent.